# Lomographa asynapta
Lomographa asynapta là một loài bướm đêm trong họ Geometridae.